# Вероніка Запахова
Вероніка Запахова (*19 липня 1948) — чехословацька політикиня зі Словаччини, української або русинської національності, позапартійний член Палати націй Федеральних зборів за нормалізацію.

## Життєпис
Станом на 1981 рік вона професійно зареєстрована як пекарка. На виборах 1981 року вона була депутаткою словацької частини Палати націй (виборчий округ № 130 — Бардейов, східнословацький регіон). Вона залишалася у Федеральних зборах до кінця свого терміну, тобто до виборів 1986 року.